# 모잠비크의 행정 구역
모잠비크는 10개 주(província)와 1개 시(cidade)로 구성되어 있다. (괄호 안에 있는 내용은 주도)
1. 카부델가두주 (펨바)
2. 가자주 (샤이샤이)
3. 이냠바느주 (이냠바느)
4. 마니카주 (시모이우)
5. 마푸투시
6. 마푸투주 (마톨라)
7. 남풀라주 (남풀라)
8. 니아사주 (리싱가)
9. 소팔라주 (베이라)
10. 테트주 (테트)
11. 잠베지아주 (켈리마느)

## 같이 보기
- ISO 3166-2:MZ